# 筑紫丸 (特設潜水母艦)
筑紫丸（つくしまる）は大阪商船が所有していた貨客船。大阪大連線（大連航路）用として建造されたが、建造途中で太平洋戦争が開戦したため特設潜水母艦および特設運送艦として就役する。戦争終結後は復員輸送艦として運用され、やがてパキスタン船主に売却されたが、その後の状況ははっきりしない。

## 概要
1937年（昭和12年）に就航した黒龍丸級貨客船に続いて計画された、筑紫丸級貨客船の第一船として川崎重工艦船工場で建造される。大阪商船は長く三菱長崎造船所に貨客船の建造を多く発注していたが、玉造船所に発注された報国丸級貨客船以降は川崎重工、三菱神戸造船所などに建造が発注されている。「筑紫丸」は1940年（昭和15年）6月20日に起工して1941年（昭和16年）9月24日に進水するが、進水から3カ月足らずで太平洋戦争開戦を迎える。二番船として建造されていた「浪速丸」は、それに先立つ昭和16年4月18日に建造が中止され解体された。「筑紫丸」は艦船建造優先のスケジュールの合間を縫って建造が続けられ、1943年（昭和18年）3月25日に竣工するが、同時に日本海軍に徴傭され、特設潜水母艦として入籍し佐世保鎮守府籍となる。なお、「筑紫丸」と入れ替わるように特設潜水母艦「さんとす丸」（大阪商船、7,267トン）が特設運送船に類別変更された。
「筑紫丸」は呉潜水戦隊に編入され、その旗艦となる。4月1日付で新たに訓練を主体とする第十一潜水戦隊が編成され、呉潜水戦隊の役割を継承した。「筑紫丸」も第十一潜水戦隊に移り、瀬戸内海にて母艦任務に徹する。12月に入り、「筑紫丸」は南方への輸送任務に従事。12月21日門司出港のヒ27船団で南に下り、1944年（昭和19年）1月2日に昭南（シンガポール）に到着。3月にはトラック諸島およびサイパン島方面への輸送を行った。その後は再び瀬戸内海での母艦任務に戻り、6月13日に伊予灘で訓練中に沈没した「伊号第三三潜水艦（伊33）」の捜索活動を潜水母艦「長鯨」とともに行った。詳しい時期は定かではないが、昭和19年末ごろには第二甲板の一部を撤去して石炭庫を設置。その後は九州で産出の石炭を阪神地区などへ輸送する任務に徹し、1945年（昭和20年）1月20日付けで特設運送艦に類別変更された。6月4日には周防灘本山沖で触雷するが、応急処置の結果沈没は免れた。8月15日の終戦を無事に迎えた「筑紫丸」は、GHQの日本商船管理局（en:Shipping Control Authority for the Japanese Merchant Marine, SCAJAP）によりSCAJAP-T127の管理番号が付与された。11月30日、海軍省の廃止に伴い特設艦船籍から除かれた。
12月1日、第二復員省の開庁に伴い、佐世保地方復員局所管の特別輸送船に定められる。戦後の「筑紫丸」は復員輸送に従事し、1946年（昭和21年）3月には日高信六郎駐イタリア大使ら在欧外交官など一行の引き揚げに際し、マニラから浦賀まで輸送した。昭和21年8月15日、「筑紫丸」は特別輸送船の定めを解かれ、8月20日付けで解傭となった。以降も引き続き復員輸送に従事。
しかし、1947年（昭和22年）5月にはラングーンからの復員兵を乗せて日本に向かった際、シンガポール付近でエンジン故障を起こして立ち往生し、応急修理を行って日本に帰国する一幕もあった。生まれ故郷の川崎重工で修理されたものの、以降は神戸港や因島で係留され、神戸港外に係留中の1948年（昭和23年）5月4日にはエンジンルームを全焼する火災事故が発生した。戦後の大阪商船は、同じように戦争を生き残った「高砂丸」（9,347トン）とともに「筑紫丸」を持て余していたが、1952年（昭和27年）1月31日にパキスタンのパン・イスラミック・スチームシップに68万ドル（2億6000万円＝当時）で売却され、船名も「サフィナ・E・ミラット」 (SS Safina e Mitlat) と改められた。売却後、川崎重工で機関の整備が行われたものの、新たに配属されたパキスタンからの船員は複雑な機構を持つタービン機関に慣れておらず、大阪商船から派遣された社員が指導にあたった。整備を終え、8月6日に神戸港を出港する予定だったものの発電機の不調で出港できなくなり、港の野次馬連中からは「あの船はいつ出港するか」とか「無事にカラチに着けるのか」などと冷やかされる始末だった。神戸出港以降の消息はパン・イスラミック・スチームシップの船隊の一隻として紹介され、ムスリムの巡礼船として使用されたという記録以外は断片的にしか分からず、1955年にロイド船名録の記録から抹消されたとも、1953年3月16日にカラチ港で火災を起こしてスクラップになったとも、あるいは1960年に紅海で火災事故により失われたとも言われているが、詳細ははっきりしない。

## 余談
1944年8月23日、アメリカ潜水艦「タング」は、北緯34度37分 東経137度50分 / 北緯34.617度 東経137.833度の地点で一隻の商船を発見し、魚雷を3本発射して2本を命中させ、目標を撃沈した。「タング」のリチャード・オカーン艦長はこの目標について、「ぶゑのすあいれす丸」のようにも見えるが、その船は確か病院船だった。それでも、10,000トンから15,000トンの船だっただろう」という趣旨のことを戦時日誌に記した。真珠湾に帰投後、戦果判定が行われ、「タング」は8月23日の攻撃で「15,000トンの海軍大型輸送船」を撃沈したと認定され、その後の記録の精査で15,000トンが10,000トンに下方修正されたものの、「海軍大型輸送船」撃沈という判定は変わらなかった。
やがて戦争が終わり、JANACによって日本側記録とつき合わせた再調査が行われ、「タング」の1944年8月23日の撃沈戦果は "Tsukushi Maru Transport 8,135(tonnage) " と認定された。日本側の記録では、確かにこの日に "Tsukushi Maru" が沈没しているが、この "Tsukushi Maru" は本稿における8,135トンの「筑紫丸」ではなく、前身が北海道炭礦汽船所有の石炭運搬船である三井船舶の1,857トンの貨物船「筑紫丸」だった。JANACの調査は厳しく、再調査の末に撃沈スコアが大きく削減された潜水艦もあったが、「タング」の撃沈した「筑紫丸」は、1,857トンの貨物船ではなく戦争に生き残った8,135トンの貨客船の方で認定されてしまった。ただし、「タング」を扱ったサイトの中には、1,857トンの「筑紫丸」に修正してあるものもある。

## 艦長
艤装員長
- 関禎 大佐：1943年1月15日 - 1943年3月25日[34]

艦長
- 関禎 大佐：1943年3月25日 - 1943年5月1日[34]
- 溝畠定一 大佐：1943年5月1日[35] - 1944年7月27日
- 高橋長十郎 大佐：1944年7月27日[36] - 1945年1月6日
- 關本織之輔 大佐：1945年1月6日[37] - 1945年1月20日

特務艦長
- 關本織之輔 大佐：1945年1月20日 - 1945年10月1日
- 大友文吉 大佐/第二復員官：1945年10月1日[38] - 艦長 1945年12月1日 - 1945年12月25日
- 上田泰彦 大佐/第二復員官：1945年12月25日[39] - 1946年8月15日